# 云南假福王草
云南假福王草（学名：Paraprenanthes yunnanensis）为菊科假福王草属下的一个种。其种加词 yunnanensis 意为“云南的”。